# 後装式

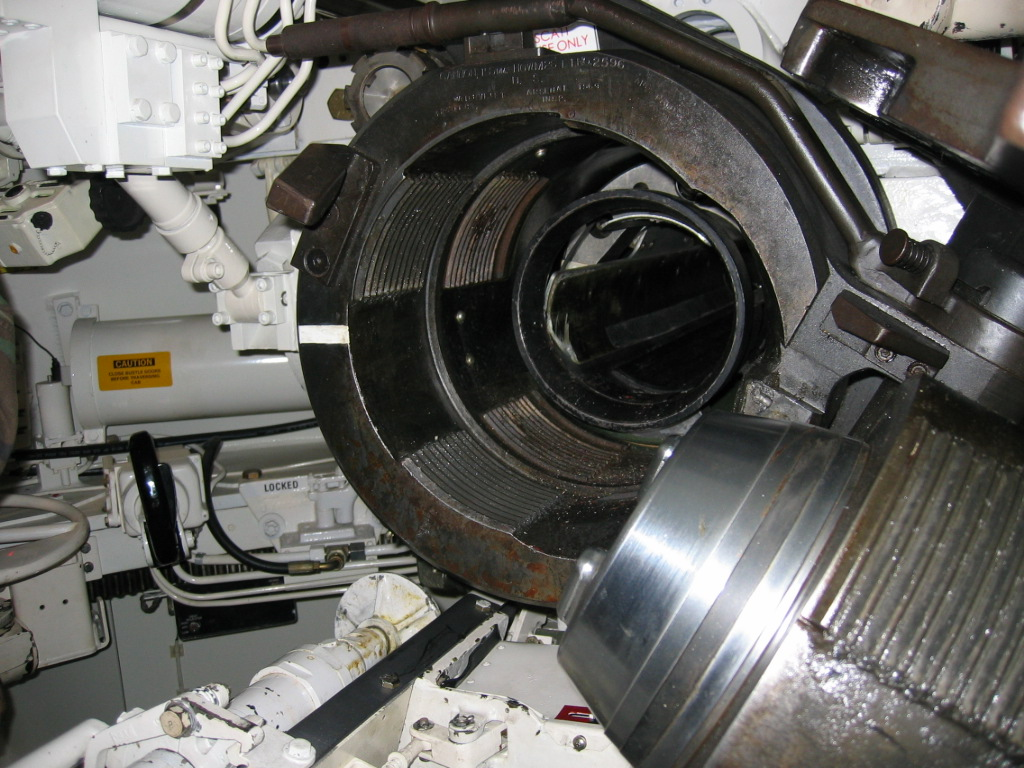
M109自走榴弾砲の段隔螺式閉鎖機（尾栓）。

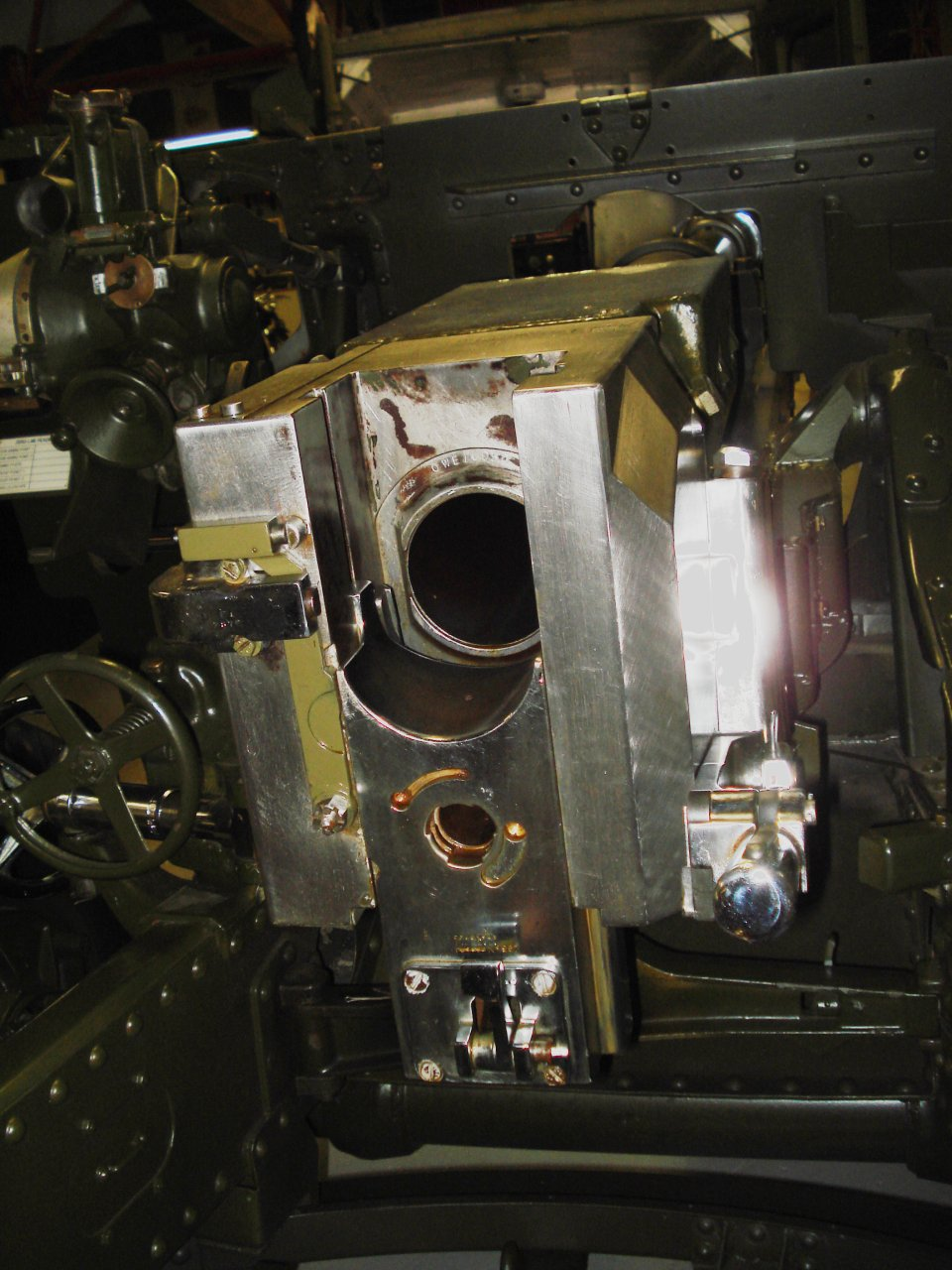
25ポンド野砲の垂直鎖栓式閉鎖機。

後装式（こうそうしき）は、銃砲の装填方式を2つに大別した1つで、銃砲口から装填する前装式に対して銃砲身の尾部から砲弾と装薬を装填する方式である。
後込め、元込め、砲尾装填式とも呼ばれる。後装式の銃砲を後装銃、後装砲、ブリーチローダー（breechloader）と言う。後装式では銃砲の尾栓（閉鎖機）に工夫が必要となる。

## 特徴
前装式は発砲の後、銃口を手元に戻して弾込めの作業をしなければならないのに対し、後装式は発射した姿勢を崩さず手元で弾込めが可能である。さらに、弾や火薬を槊杖で銃口の奥深くに押し固める手間も不要である。このため後装式は、前装式に比べて弾丸の装填が容易にかつ迅速に行え、しかも発射速度が前装式のものよりも早いという長所がある。
一方で後装式は弾を込めた後、火薬の燃焼ガスを漏らさないように、弾を込めた箇所を完全に密閉する必要があった。しかし、技術力が未熟な時代では閉鎖機構の精度は低く、前装式に較べて故障や暴発などが起こりやすかったため信頼性が低かった。このため、後装式という機構そのものは、銃の歴史の中でも比較的初期には登場していたにもかかわらず、前装式に変わって主力となったのは、各国の工業力が高まった近代に入ってからである。
自動小銃や機関銃など、装填の自動化も可能である。迫撃砲などの例外を除くと現代の大砲と銃はほとんどがこの方式である。

## 構造
燃焼ガスの漏洩を防ぐため、銃砲尾を開閉する必要があるが、完全に密閉し、高温高圧に耐え、迅速に開閉できなければならないため、後装式の設計・製造で最大の困難となる。閉鎖機構は複雑で高い工作技術が必要であり、近代までは後装式の安全性、耐久性、保守性は前装式にかなり劣った。
大砲では尾栓による閉鎖機が使われる。近代的な尾栓には、ねじでねじ込む螺旋式（screw breech）と、砲身に直角方向に栓を貫通させる鎖栓式（sliding block breech）がある。銃では、連射を可能にするため、遊底（ボルト、スライド）が使われるボルトアクション式。しばしば、銃砲自体の機構による閉鎖は不完全であり、金属薬莢による閉鎖が必要となる。

## 歴史
後装式は15世紀ごろまでには登場していたようで、初期の後装式にはフランキ式（仏郎機式）や縦栓式があった。しかしながらこれら初期の後装式砲は燃焼ガスの漏れにより前装式に対して威力が劣っていた。
日本史では、大友宗麟の「国崩」や、加藤清正が朝鮮出兵で鹵獲した砲などが登場する。
小銃では、17世紀には後装式が現れている。アメリカ独立戦争では、イギリス軍のフリントロック式小銃ファーガソンライフルが投入され、毎分6発という当時としては高い発射速度を誇ったが数の少なさから戦況に影響はなかった（この名は、スコットランド・ピットフォーズのパット・ファーガソン大尉が発明したことによる）。南北戦争においても前装式ライフルが主力であったが、主に騎兵が使用した後装式スペンサー銃の利点が理解され、戦後大量にあった前装式ライフルが後装式に改造され（アメリカのスプリングフィールドM1865、イギリスのスナイドル銃、フランスのタバティエール銃。何れも金属薬莢を使用して閉鎖を実現）、以降は後装式ライフルが歩兵の標準装備となった。他方、これに前後してプロイセンのドライゼ銃、フランスのシャスポー銃といった紙製薬莢を使用するボルトアクションライフルが開発されている。ドライゼ銃はガス漏れの問題があったが、シャスポー銃では生ゴム製のOリングを使用することで、高度な閉鎖を実現した。
大砲では、近代的な閉鎖機構が18世紀に発明され、イギリスでは1858年にアームストロング砲が制式採用された。しかし、鎖栓をネジで押し付けるというアームストロング砲の閉鎖機構は十分でなく、薩英戦争で尾栓破裂事後を起こしたため、イギリスは再び前装砲に戻っている。後装砲が真に実用的になるのは、1872年にシャルル・ラゴン・ド・バンジュが拡張式緊塞具を発明してからであった。

## 後装式の安全上の利点
撃発に失敗し不発射を起こした際に比較的対応し易い構造である。前装式の場合は尾栓が無く、不発があった際にも砲口から取り出さなければいけないので専用の工具を必要とし、更に除去作業中に遅発が発生すれば砲身内で加速された砲弾が自分に向かって飛んで来るため大事故を避けられず危険性が高いのに対し、後装式の場合は尾栓が開けられるのでこれを利用して不発射弾を排除でき、万が一除去作業中に遅発が発生しても、その際に最も危険が高くなる砲口側へ回る必要が無いという利点がある。無論除去作業中に遅発が発生する可能性そのものは排除できないため危険な作業に違いは無いが、作業をしている人に向かって砲身内で加速された砲弾が飛んで来るわけではないので、砲口側からの除去に比べればまだ安全な方である。
また、尾栓を開けて弾薬を込めるという構造上、装填してあるか否かを容易に確認できるため、二重装填を防ぎやすいという利点がある。前装式では砲口から確認するより他に方法が無いため、容易に確認できるというわけには行かないうえに、暴発等が起きた際には上述の不発射・遅発の際と同様の危険を伴う。そのため銃砲の黎明期から、現代の迫撃砲に至るまで、前装式においては二重装填に起因する事故は珍しいものとはなっていない。

## 特殊な例
ラインメタル RMK30は、砲身から見れば後装式だが、薬室から見れば前装式という、他に例を見ない特異な構造をしている。これは円形に複数の薬室が並び、そのうち1つだけが砲身の真後ろに来るため、装填は砲身の外側で行なわれるという、リヴォルヴァーカノンゆえの構造により可能となる方法である。